# Toyota Tacoma

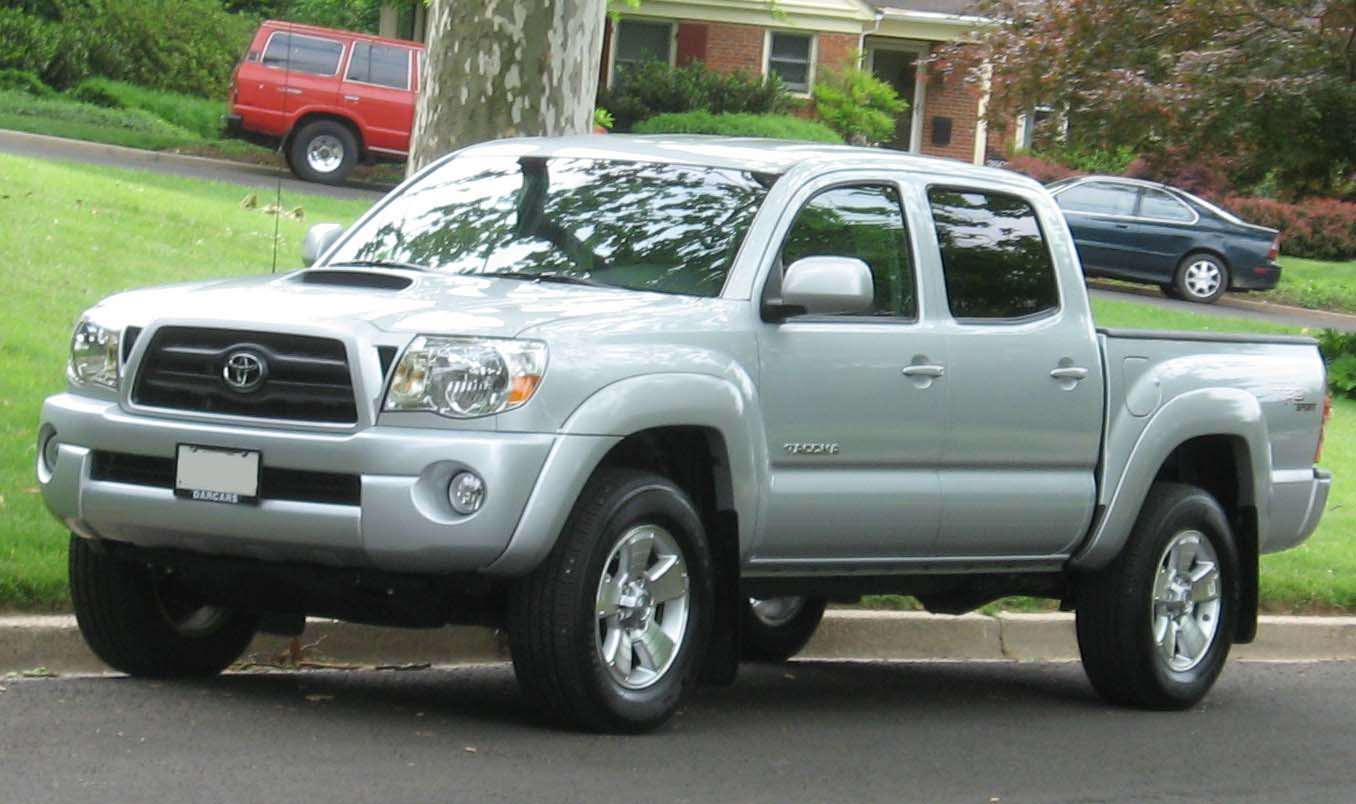
Toyota Tacoma DC TRD del 2005-2007

El Toyota Tacoma és un vehicle compact de tipus pick up construït per Toyota des de l'any 1995. En essència, es tracta d'un Toyota Hilux modificat i venut sota el nom de Tacoma a Nord-amèrica.
Rivals de la Tacoma són la Nissan Frontier, Dodge Dakota i Ford Ranger.